# Jesús Javier Espina Rodríguez
Jesús J. Espina Rodríguez (Puebla, México; 14 de enero de 1952). Es un empresario mexicano de origen español. Es el  accionista mayoritario de la prestigiada editorial y agencia de publicidad Pajares Editores MAGNOGARF de la cual ocupa el cargo de Presidente. También se rumora que bajo su nombre se encuentran acciones escrituradas de Grupo Televisa

Jesús Javier Espina, también se encuentra involucrado en el sector turístico, siendo accionista de la cadena hotelera Mayan Palace, de Hoteles Fiesta y también socio accionista de la aerolínea Aeroméxico.
Según cifras de la revista Forbes, Jesús Espina se encuentra en el décimo noveno puesto de la lista de los hombres más ricos de México con una fortuna cercana a los 500 millones de dólares.
- Datos: Q5930250